# یواس‌اس کوشینگ (دی‌دی-۷۹۷)
یواس‌اس کوشینگ (دی‌دی-۷۹۷) (به انگلیسی: USS Cushing (DD-797)) یک کشتی بود که طول آن ۳۷۶٫۵ فوت (۱۱۴٫۸ متر) بود. این کشتی در سال ۱۹۴۳ ساخته شد.